# Festival di Cannes 1986
La 39ª edizione del Festival di Cannes si è svolta a Cannes dall'8 al 19 maggio 1986.
La giuria presieduta dal regista statunitense Sydney Pollack ha assegnato la Palma d'oro per il miglior film a Mission di Roland Joffé, un verdetto contestato dalla critica.
A distanza di vent'anni dalla vittoria del Grand Prix (denominazione all'epoca della Palma d'oro) per il miglior film con Un uomo, una donna, Claude Lelouch ha presentato fuori concorso il sequel Un uomo, una donna oggi.

## Selezione ufficiale

### Concorso
- Follia d'amore (Fool for Love), regia di Robert Altman (USA)
- The Fringe Dwellers, regia di Bruce Beresford (Australia)
- Lui portava i tacchi a spillo (Tenue de soirée), regia di Bertrand Blier (Francia)
- Boris Godunov, regia di Sergei Bondarchuk (Unione Sovietica/Polonia/Cecoslovacchia/Germania)
- Thérèse, regia di Alain Cavalier (Francia)
- Voglia di libertà (Pobre mariposa), regia di Raúl de la Torre (Argentina)
- I Love You, regia di Marco Ferreri (Francia/Italia)
- Eu Sei Que Vou Te Amar, regia di Arnaldo Jabor (Brasile)
- Daunbailò (Down by Law), regia di Jim Jarmusch (USA/Germania)
- Mission (The Mission), regia di Roland Joffé (Gran Bretagna)
- Mona Lisa, regia di Neil Jordan (Gran Bretagna)
- A 30 secondi dalla fine (Runaway Train), regia di Andrei Konchalovsky (USA)
- La dernière image, regia di Mohammed Lakhdar-Hamina (Algeria)
- Max amore mio (Max mon amour), regia di Nagisa Ōshima (Francia/USA/Giappone)
- Street of Crocodiles, regia di Stephen e Timothy Quay (Gran Bretagna)
- Fuori orario (After Hours), regia di Martin Scorsese (USA)
- Genesis, regia di Mrinal Sen (India/Svizzera/Belgio/Francia)
- Sacrificio (Offret), regia di Andrej Tarkovskij (Svezia/Gran Bretagna/Francia)
- Le lieu du crime, regia di André Téchiné (Francia)
- Rosa L. (Die Geduld der Rosa Luxemburg), regia di Margarethe von Trotta (Cecoslovacchia/Germania)
- Otello, regia di Franco Zeffirelli (Italia/Paesi Bassi)

### Fuori concorso
- Hannah e le sue sorelle (Hannah and Her Sisters), regia di Woody Allen (USA)
- Un uomo, una donna oggi (Un homme et une femme, 20 ans déjà), regia di Claude Lelouch (Francia)
- Pirati (Pirates), regia di Roman Polański (Francia/Tunisia)
- Scala al paradiso (A Matter of Life and Death), regia di Michael Powell e Emeric Pressburger (Gran Bretagna)
- L'amore stregone (El amor brujo), regia di Carlos Saura (Spagna)
- Il colore viola (The Color Purple), regia di Steven Spielberg (USA)
- Absolute Beginners, regia di Julien Temple (Gran Bretagna)
- T'as de beaux escaliers tu sais, regia di Agnès Varda (Francia)
- Don Chisciotte di Orson Welles (Don Quixote de Orson Welles), regia di Orson Welles (Spagna/Italia/USA)
- Precious Images, regia di Chuck Workman (USA)

### Un Certain Regard
- Krysar, regia di Jirí Barta (Cecoslovacchia/Slovacchia)
- Coming Up Roses, regia di Stephen Bayly (Gran Bretagna)
- Backlash, regia di Bill Bennett (Australia)
- L'uomo di cenere (Rih essed), regia di Nouri Bouzid (Tunisia)
- Le due amiche (Two Friends), regia di Jane Campion (Australia)
- A Girl's Own Story, regia di Jane Campion (Australia)
- Passionless Moments, regia di Jane Campion e Gerard Lee (Australia)
- Das Zweite Schraube-Fragment, regia di Walter Andreas Christen (Austria)
- Burke & Wills, regia di Graeme Clifford (Australia)
- Shtei Etzbaot Mi'Tzidon, regia di Eli Cohen (Israele)
- Un fiore nel deserto (Desert Bloom), regia di Eugene Corr (USA)
- Wohin und zurück - Welcome in Vienna, regia di Axel Corti (Austria/Germania/Svizzera)
- Salomè, regia di Claude D'Anna (Italia/Francia)
- Tuntematon sotilas, regia di Rauni Mollberg (Finlandia)
- Belizaire the Cajun, regia di Glen Pitre (USA)
- Laputa, regia di Helma Sanders-Brahms (Germania)
- Za kude putuvate, regia di Rangel Vulchanov (Bulgaria)
- Ningen no yakusoku, regia di Yoshishige Yoshida (Giappone)
- Tai Yang, regia di Yu Benzheng (Cina)

## Settimana internazionale della critica
- 40 Mq di Germania (40 Quadratmeter Deutschland), regia di Tevfik Baser (Turchia/Germania)
- Sleepwalk, regia di Sara Driver (Usa/Germania)
- La donna del traghetto, regia di Amedeo Fago (Italia)
- Esther, regia di Amos Gitaï (Austria/Israele/Gran Bretagna)
- Faubourg Saint-Martin, regia di Jean-Claude Guiguet (Francia)
- Il diavolo in corpo (Devil in the Flesh), regia di Scott Murray (Australia)
- San Antonio, regia di Pepe Sánchez (Colombia)

## Quinzaine des Réalisateurs
- Golden Eighties, regia di Chantal Akerman (Francia/Belgio)
- Il declino dell'impero americano (Le déclin de l'empire américain), regia di Denys Arcand (Canada)
- Diavolo in corpo, regia di Marco Bellocchio (Francia/Italia)
- Le professioniste del peccato (Working Girls), regia di Lizzie Borden (Usa)
- Giovanni Senzapensieri, regia di Marco Colli (Italia)
- Sid & Nancy (Sid and Nancy), regia di Alex Cox (Gran Bretagna)
- Cactus, regia di Paul Cox (Australia)
- Dossier confidenziale (Defence of the Realm), regia di David Drury (Gran Bretagna)
- Visszaszámlálás, regia di Pál Erdöss (Ungheria)
- Ópera do Malandro, regia di Ruy Guerra (Brasile/Francia)
- Osobisty pamietnik grzesznika... przez niego samego spisany, regia di Wojciech Has (Polonia)
- Lola Darling (She's Gotta Have It), regia di Spike Lee (Usa)
- Schmutz, regia di Paulus Manker (Austria)
- Dancing in the Dark, regia di Leon Marr (Canada)
- Komikku zasshi nanka iranai!, regia di Yōjirō Takita (Giappone)
- Tarot, regia di Rudolf Thome (Germania)
- Sorekara, regia di Yoshimitsu Morita (Giappone)
- Qing chun ji, regia di Nuanxing Zhang (Cina)

## Giurie

### Concorso
- Sydney Pollack, regista (USA) - presidente
- Charles Aznavour, cantante (Francia)
- Sônia Braga, attrice (Brasile)
- Lino Brocka, regista (Filippine)
- Tonino Delli Colli, direttore della fotografia (Italia)
- Philip French, critico (Gran Bretagna)
- Alexandre Mnouchkine, produttore (Francia)
- István Szabó, regista (Ungheria)
- Danièle Thompson, sceneggiatrice (Francia)
- Alexandre Trauner, scenografo (Francia)

### Caméra d'or
- Anne Fichelle
- Christophe Ghristi, cinefilo
- Lawrence Kardish, curatore del MoMA (USA)
- Serge Leroy, regista (Francia)
- Pierre Murat, critico (Francia)
- Ivan Starcevic, giornalista (Jugoslavia)
- Eva Zaoralova, critico (Cecoslovacchia)

## Palmarès
- Palma d'oro: Mission (The Mission), regia di Roland Joffé (Gran Bretagna)
- Grand Prix Speciale della Giuria: Sacrificio (Offret), regia di Andrej Tarkovskij (Svezia/Gran Bretagna/Francia)
- Premio della giuria: Thérèse, regia di Alain Cavalier (Francia)
- Prix d'interprétation féminine: Fernanda Torres - Eu Sei Que Vou Te Amar, regia di Arnaldo Jabor (Brasile) ex aequo Barbara Sukowa - Rosa L. (Die Geduld der Rosa Luxemburg), regia di Margarethe von Trotta (Cecoslovacchia/Germania)
- Prix d'interprétation masculine: Bob Hoskins - Mona Lisa, regia di Neil Jordan (Gran Bretagna) ex aequo Michel Blanc - Lui portava i tacchi a spillo (Tenue de soirée), regia di Bertrand Blier (Francia)
- Prix de la mise en scène: Martin Scorsese - Fuori orario (After Hours) (USA)
- Premio per il contributo artistico: Sven Nykvist - Sacrificio (Offret), regia di Andrej Tarkovskij (Svezia/Gran Bretagna/Francia)
- Grand Prix tecnico: Mission (The Mission), regia di Roland Joffé (Gran Bretagna)
- Caméra d'or: Noir et blanc, regia di Claire Devers (Francia)
- Premio Un Certain Regard: L'uomo di cenere (Rih essed), regia di Nouri Bouzid (Tunisia)
- Premio FIPRESCI: Il declino dell'impero americano (Le déclin de l'empire américain), regia di Denys Arcand (Canada) ex aequo Sacrificio (Offret), regia di Andrej Tarkovskij (Svezia/Gran Bretagna/Francia)
- Premio della giuria ecumenica: Sacrificio (Offret), regia di Andrej Tarkovskij (Svezia/Gran Bretagna/Francia)
  - Premio della giuria ecumenica - Menzione speciale: Thérèse, regia di Alain Cavalier (Francia)